# Santa María Ozolotepec
Santa María Ozolotepec är en kommun i Mexiko.   Den ligger i delstaten Oaxaca, i den sydöstra delen av landet, 500 km sydost om huvudstaden Mexico City.
Följande samhällen finns i Santa María Ozolotepec:
- San Esteban Ozolotepec